# Округ (США)
О́круг (англ. county) — адміністративно-територіальна одиниця США другого рівня, менша від штату, однак більша від міста (англ. city, town) чи села (village). Аналог графства в Англії або району в Україні (також заст. повіти).
Подібні адміністративні одиниці в Луїзіані називають парафіями (англ. parish), а на Алясці — боро (англ. borough). Парафії Луїзіани та боро Аляски вважають «еквівалентами округу», однак вони не є власне округами, адже мають дещо іншу структуру та значення.
Усього, за даними Бюро перепису населення США, станом на 2018 рік у 50 штатах країни налічувалося 3242 округи та їхні  еквіваленти (3142 — власне округів, не враховуючи федеральний округ Колумбія, парафії та боро). Найменше їх у штаті Делавер (3), найбільше — у штаті Техас (254). Повноваження адміністрації округу та її відносини з муніципальною владою населених пунктів на території округів значно відрізняються від штату до штату.